# Jayapura
Jayapura ist eine indonesische Stadt auf Neuguinea; sie ist Hauptstadt der Provinz Papua und der Region Westneuguinea, des indonesischen Teils der Insel.

## Geographie
Die Stadt Jayapura liegt an der nördlichen Pazifikküste an der Yos Sudarso Bay (früher Humboldt Bay) nahe der Grenze zu Papua-Neuguinea (hier Sandaun Province, Vanimo-Green River District). Das Stadtgebiet erstreckt sich in seinem dünnbesiedelten Distrikt Muara Tami auf seiner ganzen Breite von über 20 Kilometern bis an die hier genau am 141. Meridian Ost verlaufende internationale Grenze. Im Westen reicht der Distrikt Heram bis an das Ufer des Sentani (See), der bereits zum Regierungsbezirk (Kabupaten) Jayapura gehört. Im Süden liegt der Regierungsbezirk Keerom, im Norden der Pazifische Ozean.
Sie ist Verwaltungs- und Handelszentrum, Sitz der römisch-katholischen Diözese Jayapura, verfügt über einen Hafen und einen Flughafen und ist seit 1962 Sitz einer Universität, der Cenderawasih („Paradiesvogel“)- Universität. Von den mehr als 200.000 Einwohnern stellen aus anderen Teilen Indonesiens zugewanderte Menschen rund 80 % der Bevölkerung, die Papua bilden eine Minderheit von rund 20 %.

## Stadtgliederung
Die Stadt Jayapura wird in fünf Bezirke (kecamatan) gegliedert, die in der nachstehenden Tabelle gelistet sind:
| \| Bezirk (kecamatan) \| Fläche km²[2] \| Bevölkerung Volkszählung 2010[3] \| Bevöl- kerungs- dichte \| \| ------------------------- \| ------------- \| -------------------------------- \| ---------------------- \| \| Muara Tami \| 626,7 \| 11.137 \| 17,8 \| \| Abepura \| 155,7 \| 73.157 \| 469,9 \| \| Heram \| 63,2 \| 40.435 \| 639,8 \| \| Jayapura Selatan (Süd-J.) \| 43,3 \| 66.937 \| 1545,9 \| \| Jayapura Utara (Nord-J.) \| 51,0 \| 65.039 \| 1275,3 \| \| Jayapura \| 939,9 \| 256.705 \| 273,1 \| |            |                               |                        |
| Bezirk (kecamatan) | Fläche km² | Bevölkerung Volkszählung 2010 | Bevöl- kerungs- dichte |
| Muara Tami | 626,7      | 11.137                        | 17,8                   |
| Abepura | 155,7      | 73.157                        | 469,9                  |
| Heram | 63,2       | 40.435                        | 639,8                  |
| Jayapura Selatan (Süd-J.) | 43,3       | 66.937                        | 1545,9                 |
| Jayapura Utara (Nord-J.) | 51,0       | 65.039                        | 1275,3                 |
| Jayapura | 939,9      | 256.705                       | 273,1                  |

## Geschichte
Die Stadt wurde 1910 von den Niederländern als Hollandia gegründet und war bis 1962 unter diesem Namen bekannt. Im Zweiten Weltkrieg war sie Sitz einer großen Marinebasis, die von den Japanern im April 1942 erobert und von den US-Amerikanern im April 1944 zurückerobert wurde. Von April 1944 bis März 1945 diente sie General Douglas MacArthur als Hauptquartier.
1945 wurde sie als Hollandia Hauptstadt von Niederländisch-Neuguinea. 1962 kam das Gebiet unter UN-Verwaltung, die Stadt wurde in Kota Baru („neue Stadt“) umbenannt; 1963 besetzte Indonesien die Region, und die Stadt wurde nach Präsident Sukarno als Sukarnopura („Sukarno-Stadt“) benannt.
Ab 1968 trug sie den Namen Jayapura („siegreiche Stadt“). 

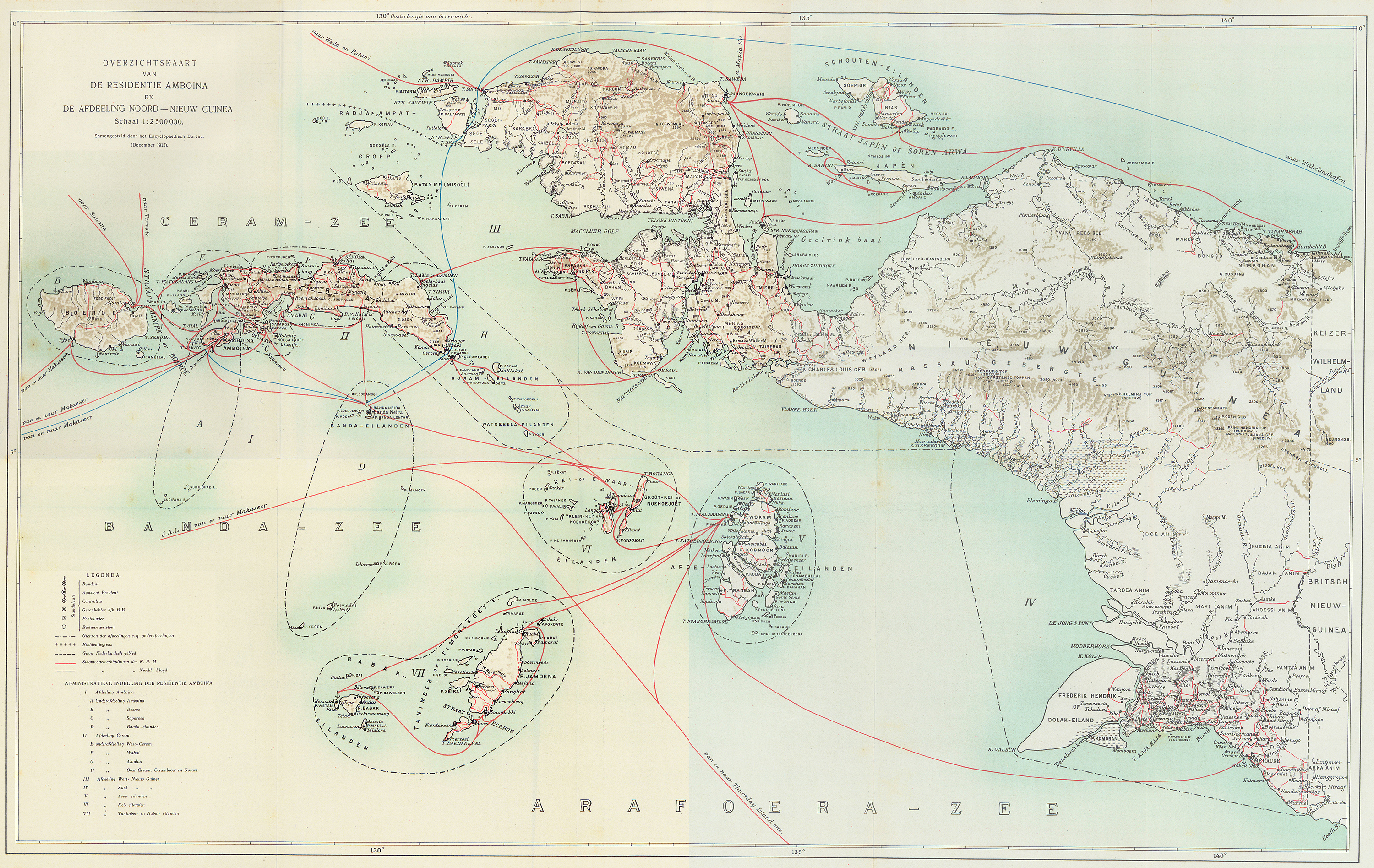
Hollandia auf der Karte von 1915

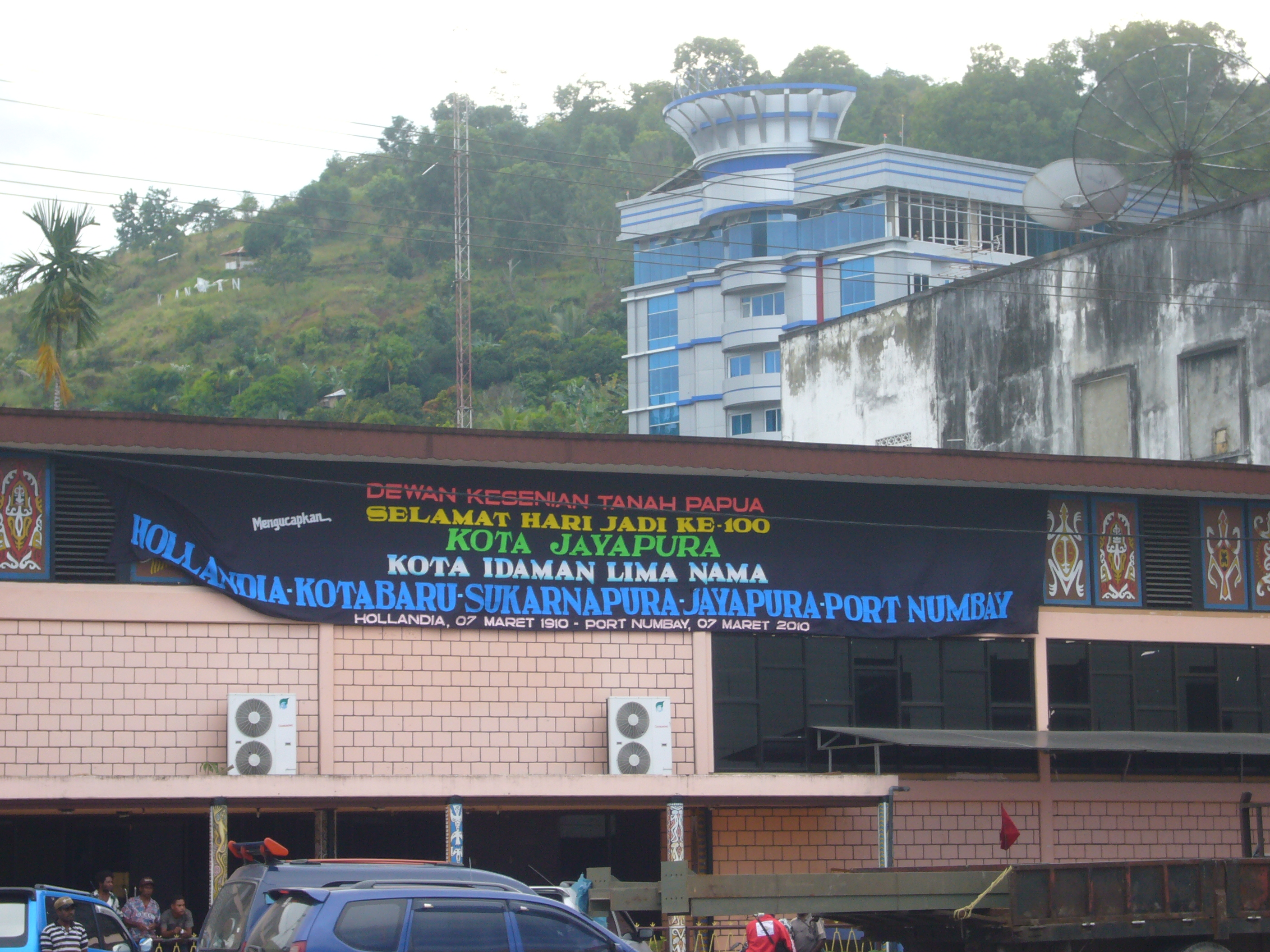
Auflistung der umfänglichen Namenshistorie bei den 100-Jahr-Feierlichkeiten

Im Oktober 2011 wurden bei Protesten der Papua-Bevölkerung der Provinz Hunderte verhaftet, die einen Staat Westpapua verlangten. Auf dieser Versammlung des Papuavolkskongresses war auch eine Fahne der Separatistenbewegung gehisst worden. Am 14. Juni 2012 erschossen indonesische Polizeikräfte bei einer versuchten Festnahme den Leiter des sezessionistischen West Papua National Committee (KNPB), Mako Tabuni, was in der Stadt zu schweren Unruhen führte.

## Städtepartnerschaften
- San José, Costa Rica
- Puerto Princesa, Philippinen
- Tawau, Malaysia
- Songkhla, Thailand

## Persönlichkeiten
- André Wink (* 1953), niederländischer emeritierter Professor für Geschichte
- Terens Puhiri (* 1996), Fußballspieler
- Todd Ferre (* 1999), Fußballspieler